# The Crystal Method (album)
The Crystal Method è il quinto eponimo album discografico del duo statunitense The Crystal Method, pubblicato nel 2014.

## Tracce
1. Emulator – 5:14
2. Over It (feat. Dia Frampton) – 3:14
3. Sling The Decks – 4:50
4. Storm The Castle (feat. Le Castle Vania) – 4:22
5. 110 To The 101 – 5:46
6. Jupiter Shift – 5:03
7. Dosimeter (feat. Nick Thayer) – 6:16
8. Grace (feat. LeAnn Rimes) – 5:06
9. Difference (feat. Franky Perez) – 4:04
10. Metro – 1:26
11. After Hours (feat. Afrobeta) – 3:52

## Curiosità
La traccia Over It è utilizzata nel videogioco Asphalt 8 Airborne